# Смиловци (община Чашка)
Вижте пояснителната страница за други значения на Смиловци.
Смиловци (вариант Смилевци, на македонска литературна норма: Смиловци) е село в Северна Македония, в най-южните части на областта Азот.

## География
До 2004 година Смиловци е част от община Извор, но след новото административното деление на Северна Македония от август 2004 и окрупняването на много от общините Смиловци е включено в община Чашка. Селото е разположено в планината Бабуна в подножието на Щърби камен.

## История
В „Етнография на вилаетите Адрианопол, Монастир и Салоника“, издадена в Константинопол в 1878 година и отразяваща статистиката на населението от 1873 година, Смиловци е посочено като село с 18 домакинства с 85 жители българи и 200 мюсюлмани.
Според статистиката на Васил Кънчов („Македония. Етнография и статистика“) в края на XIX век Смилевци има 350 жители българи християни. Жителите му в началото на века са под върховенството на Българската екзархия - според статистиката на секретаря на Екзархията Димитър Мишев („La Macédoine et sa Population Chrétienne“) в 1905 година в Смиловци живеят 216 българи екзархисти.
След Илинденското въстание в селото се засилва сръбската пропаганда. В 1907 година, под натиска на въоръжените сръбски чети цялото село, състоящо се от 36 къщи, се обявява за сръбско и признава върховенството на Цариградската патриаршия. След Хуриета от 1908 година Смиловци отново преминава под ведомството на Българската екзархия.
След Междусъюзническата война в 1913 година селото попада в Сърбия.
На етническата си карта от 1927 година Леонард Шулце Йена показва Смиловци (Smilovci) като българско християнско село.
Според преброяването от 2002 година селото има 20 жители северномакедонци.